# 軽井沢駐在犬日誌
『軽井沢駐在犬日誌』（かるいざわちゅうざいけんにっし）は、2015年11月4日にテレビ東京「水曜エンタ・水曜ミステリー9」で放送されたテレビドラマ。主演は小林稔侍。

## あらすじ
かつて長野県警捜査一課の敏腕刑事だった沢田耕作警部補は、ある事件を機に本軽井沢駐在所へ異動となる。現在は軽井沢の治安を守るお巡りさんとして、妻・美紀子と娘・きらら、そして嘱託警察犬のピースと日々奮闘する日々を送っていた。

## キャスト

### 沢田家
沢田 耕作
演 - 小林稔侍
長野県警本軽井沢駐在所 警部補。
元捜査一課の敏腕刑事。10年前、上層部同士でもみ消すことで話がついていた薬物事件の容疑者である政治家の息子を、命令に逆らって逮捕したことで左遷され、現在は本軽井沢駐在所の駐在として奥軽井沢を守っている。
沢田 美紀子
演 - 中田喜子
耕作の妻。耕作とはパパ、ママと呼び合う。人気ミステリー作家だが、ここ10年は執筆活動をしていない。
沢田 きらら
演 - 伊藤優衣
耕作と美紀子の娘。父の刑事時代のことは覚えていないため、無茶をしないか心配する。
ピース
声 - なぎら健壱
長野県警所属の嘱託警察犬。子犬の頃にきららに拾われた。

### 長野県警察
秋山 恭介
演 - 永島敏行
捜査一課管理官 警視。耕作の捜査一課時代の後輩で、10年前の事件では耕作の命令で関わらせて貰えなかったため、処分を受けずに済んだ。

### その他
野沢 義純
演 - 堀口文宏
編集者。美紀子に新作執筆を依頼する。

## ゲスト
- 井岡宗一（井岡木材会長） - 山本圭
- 設楽文彦（井岡木材人事部長） - 川井つと
- 時田洋介（井岡木材元社員） - 松澤一之
- 丸亀良夫（井岡木材元社員） - 見栄晴
- 美濃部絵里子（弁護士） - 東風万智子
- 井岡誠（井岡木材社長） - 中村まこと
- 井岡裕二（井岡木材副社長） - 石井英明
- 益山史郎（井岡木材専務） - 佐戸井けん太
- 時田由真（洋介の闘病中の娘） - 江良陽彩
- 時田敦子（洋介の妻） - 一宮れん
- 井岡美咲（誠の娘） - 岩崎百合
- 井岡瑠璃（誠の妻） - 原久美子
- 井岡翔馬（裕二の息子） - 小美野来希
- 井岡みどり（裕二の妻） - ひとみ瞳子
- 岩崎洋介（代議士） ‐ 鶴田忍
- 谷川一朗太（軽井沢中央警察署刑事課 主任・警部補） - 小須田康人
- 大林（軽井沢中央警察署刑事課 刑事） - 一條俊[1]
- 木原（井岡の運転手） - 浦野博士
- その他 - 斎藤雅弘、亜立大和、塚田龍二、沖隆二郎、枝元萌、吉祥美玲恵

## スタッフ
- 脚本 - 安井国穂
- 監督 - 児玉宜久
- プロデューサー - 山鹿達也（テレビ東京）、嶋村希保
- 撮影 - 高田陽幸
- 照明 - 冨川英伸
- 録音 - 林昭一
- VE - 堀口昌幸
- 編集 - 川瀬功
- ドッグトレーナー - 宮忠臣
- ロケ協力 - 嬬恋村フィルムコミッション、嬬恋村、信州上田フィルムコミッション、上田市、軽井沢白樺高原教会、信州フィルムコミッションネットワーク、ほか
- 技術協力 - アップサイド、ジースタッフ
- 美術協力 - 山崎美術
- ポスプロ - 松竹映像センター
- チーフプロデューサー - 橋本かおり（テレビ東京）
- 製作 - テレビ東京、BSジャパン、松竹

## 放送日程
| # | 放送日        | サブタイトル                                                | 脚本     | 監督     |
| - | ------------- | ----------------------------------------------------------- | -------- | -------- |
| 1 | 2015年11月4日 | 飼い犬を誘拐…身代金1億円!? 田舎駐在と警察犬が犯人を大追跡！ | 安井国穂 | 児玉宜久 |